# Lega C 2015 (football americano)
La Lega C 2015 è stata la 10ª edizione del campionato di football americano di terzo livello, organizzato dalla SAFV.

## Squadre partecipanti
| Club                | Città     | Stadio | Sponsor ufficiale | Risultato nella stagione 2014 |
| ------------------- | --------- | ------ | ----------------- | ----------------------------- |
| La Côte Centurions  | Gland     |        |                   | Secondo posto in Lega C       |
| Neuchâtel Knights   | Neuchâtel |        |                   | Terzo posto in Lega C         |
| Schaffhausen Sharks | Sciaffusa |        |                   | Quarto posto in Lega C        |
| Sankt Gallen Bears  | San Gallo |        |                   | Quinto posto in Lega C        |
| Fribourg Cardinals  | Friburgo  |        |                   | -                             |
| Argovia Pirates     | Ammerswil |        |                   | -                             |

## Stagione regolare

### Calendario

#### 1ª giornata
| Neuchâtel 29 marzo 2015, ore 14:00 CEST | Neuchâtel Knights | 23 – 7 | Schaffhausen Sharks | Terrain du Chanet |

| Gland 29 marzo 2015, ore 14:00 CEST | La Côte Centurions | 0 – 6 | Fribourg Cardinals | Terrain des Perrerets |

#### 2ª giornata
| San Gallo 6 aprile 2015, ore 14:00 CEST | Sankt Gallen Bears | 7 – 9 | Argovia Pirates | Gründenmoos |

#### 3ª giornata
| Sciaffusa 11 aprile 2015, ore 16:00 CEST | Schaffhausen Sharks | 7 – 12 | Argovia Pirates |  |

| San Gallo 12 aprile 2015, ore 14:00 CEST | Sankt Gallen Bears | 21 – 27 | Fribourg Cardinals | Gründenmoos |

| Neuchâtel 12 aprile 2015, ore 14:00 CEST | Neuchâtel Knights | 7 – 42 | La Côte Centurions | Terrain du Chanet |

#### 4ª giornata
| Buchs 18 aprile 2015, ore 18:00 CEST | Argovia Pirates | 16 – 8 | Sankt Gallen Bears | Sportanlage Suhrenmatte |

| Friburgo 19 aprile 2015, ore 14:00 CEST | Fribourg Cardinals | 24 – 0 | La Côte Centurions | Stade du Guintzet |

#### 5ª giornata
| Sciaffusa 25 aprile 2015, ore 16:00 CEST | Schaffhausen Sharks | 32 – 13 | Sankt Gallen Bears |  |

| Gland 26 aprile 2015, ore 14:00 CEST | La Côte Centurions | 15 – 6 | Argovia Pirates | Terrain des Perrerets |

| Friburgo 26 aprile 2015, ore 14:00 CEST | Fribourg Cardinals | 28 – 8 | Neuchâtel Knights | Stade du Guintzet |

#### 6ª giornata
| San Gallo 3 maggio 2015, ore 14:00 CEST | Sankt Gallen Bears | 12 – 8 | Neuchâtel Knights | Gründenmoos |

#### 7ª giornata
| Buchs 9 maggio 2015, ore 18:00 CEST | Argovia Pirates | 26 – 50 | Schaffhausen Sharks | Sportanlage Suhrenmatte |

| Gland 10 maggio 2015, ore 14:00 CEST | La Côte Centurions | 39 – 15 | Neuchâtel Knights | Terrain des Perrerets |

#### 8ª giornata
| Buchs 16 maggio 2015, ore 18:00 CEST | Argovia Pirates | 9 – 48 | Fribourg Cardinals | Sportanlage Suhrenmatte |

| Neuchâtel 17 maggio 2015, ore 14:00 CEST | Neuchâtel Knights | 25 – 6 | Sankt Gallen Bears | Terrain du Chanet |

| Sciaffusa 17 maggio 2015, ore 14:00 CEST | Schaffhausen Sharks | 20 – 28 | La Côte Centurions |  |

#### 9ª giornata
| Friburgo 25 maggio 2015, ore 14:00 CEST | Fribourg Cardinals | 48 – 13 | Schaffhausen Sharks | Stade du Guintzet |

#### 10ª giornata
| San Gallo 31 maggio 2015, ore 14:00 CEST | Sankt Gallen Bears | 14 – 20 | La Côte Centurions | Gründenmoos |

| Sciaffusa 31 maggio 2015, ore 14:00 CEST | Schaffhausen Sharks | 14 – 26 | Neuchâtel Knights |  |

| Friburgo 31 maggio 2015, ore 14:00 CEST | Fribourg Cardinals | 36 – 7 | Argovia Pirates | Stade du Guintzet |

#### 11ª giornata
| Sciaffusa 7 giugno 2015, ore 18:00 CEST | Schaffhausen Sharks | 0 – 21 | Fribourg Cardinals |  |

| Neuchâtel 7 giugno 2015, ore 14:00 CEST | Neuchâtel Knights | 28 – 6 | Argovia Pirates | Terrain du Chanet |

| Gland 7 giugno 2015, ore 14:00 CEST | La Côte Centurions | 30 – 7 | Sankt Gallen Bears | Terrain des Perrerets |

#### 12ª giornata
| Buchs 13 giugno 2015, ore 18:00 CEST | Argovia Pirates | 25 – 13 | Neuchâtel Knights | Sportanlage Suhrenmatte |

| Gland 14 giugno 2015, ore 14:00 CEST | La Côte Centurions | 9 – 7 | Schaffhausen Sharks | Terrain des Perrerets |

| Friburgo 14 giugno 2015, ore 14:00 CEST | Fribourg Cardinals | 13 – 9 | Sankt Gallen Bears | Stade du Guintzet |

#### 13ª giornata
| Buchs 20 giugno 2015, ore 18:00 CEST | Argovia Pirates | 26 – 52 | La Côte Centurions | Sportanlage Suhrenmatte |

| Neuchâtel 21 giugno 2015, ore 14:00 CEST | Neuchâtel Knights | 6 – 16 | Fribourg Cardinals | Terrain du Chanet |

#### 14ª giornata
| San Gallo 28 giugno 2015, ore 14:00 CEST | Sankt Gallen Bears | 14 – 10 | Schaffhausen Sharks | Gründenmoos |

### Classifica
La classifica della regular season è la seguente:
- PCT = percentuale di vittorie, G = partite giocate, V = partite vinte, P = partite perse, PF = punti fatti, PS = punti subiti
- La prima classificata avrebbe dovuto sfidare l'ultima della Lega B per la partecipazione alla Lega B 2016; in seguito al ritiro dalla Lega B dei Lugano Lakers questo incontro è stato annullato e sostituito con una finale di Lega C tra le prime due classificate (verde)[4]

| Pos. | Squadra             | PCT   | G  | V  | P | PF  | PS  |
| ---- | ------------------- | ----- | -- | -- | - | --- | --- |
| 1    | Fribourg Cardinals  | 1.000 | 10 | 10 | 0 | 267 | 73  |
| 2    | La Côte Centurions  | .800  | 10 | 8  | 2 | 235 | 132 |
| 3    | Neuchâtel Knights   | .400  | 10 | 4  | 6 | 159 | 195 |
| 4    | Argovia Pirates     | .400  | 10 | 4  | 6 | 142 | 264 |
| 5    | Schaffhausen Sharks | .200  | 10 | 2  | 8 | 160 | 220 |
| 6    | Sankt Gallen Bears  | .200  | 10 | 2  | 8 | 111 | 190 |

## Finale
| 5 luglio 2015 | Fribourg Cardinals | 17 – 14 | La Côte Centurions |  |

## Verdetti
- Fribourg Cardinals e  La Côte Centurions promossi in Lega B 2016